# Університет Вайомінгу

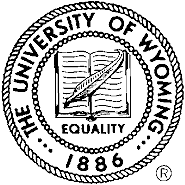
Герб університету

Університет Вайомінгу (англ. University of Wyoming) — університет, розташований в Ларамі на Вайомінзькому плато висотою 2194 м. Університет заснований у вересні 1886 року і є єдиним вищим навчальним закладом штату Вайомінг, де можна здобути освіту бакалавра і магістра.
Університет Вайомінгу — національний дослідницький центр, особливо в галузі захисту довкілля та природних ресурсів, зі спеціалізацією в агрокультурі, геології та гідрології.

## Відомі випускники
- Дік Чейні — Віцепрезидент США